# Raúl Arévalo
Pour les articles homonymes, voir Arevalo.
Raúl Arévalo, né à Móstoles le 22 novembre 1979, est un acteur et réalisateur espagnol.

## Biographie
Découvert à la télévision et dans les films de Daniel Sánchez Arévalo, il a été souvent nommé pour les principaux prix d'interprétation espagnols, et récompensé d'un Goya du meilleur second rôle masculin pour Gordos (2009) et de deux prix de l'Union des Acteurs Espagnols.
En 2016, il réalise La Colère d'un homme patient, premier film qui lui vaut les prix Goya du meilleur film, du meilleur nouveau réalisateur et du meilleur scénario original lors de la 31e cérémonie des Goyas en 2017. Il remporte aussi les prix du meilleur film dramatique, de la meilleure réalisation et du meilleur scénario lors de la 4e cérémonie des prix Feroz pour ce même film,.

## Filmographie

### sélective en tant qu'acteur
- 2006 : Azul de Daniel Sánchez Arévalo - Israël
- 2007 : Traumatologie de Daniel Sánchez Arévalo - Miguel
- 2008 : Che, 2e partie : Guerilla de Steven Soderbergh - l'un des soldats capturés
- 2009 : Gordos de Daniel Sánchez Arévalo - Álex
- 2010 : Balada triste de Álex de la Iglesia - Carlos (garçon cinéma)
- 2010 : Même la pluie de Icíar Bollaín - Juan (acteur) / Antonio de Montesinos (rôle)
- 2011 : Primos de Daniel Sánchez Arévalo - Julián
- 2012 : 5 Fantômes en terminale de Javier Luis Caldera [4] - Professeur Modesto
- 2013 : Les Amants passagers de Pedro Almodóvar - Ulloa (steward)
- 2014 : La isla mínima de Alberto Rodríguez - Pedro Suárez
- 2017 : Oro d'Agustín Díaz Yanes
- 2016 : Insiders (Cien años de perdón) de Daniel Calparsoro - Ferrán
- 2018 :  Mi obra maestra de Gastón Duprat - Alex
- 2019 : Douleur et Gloire (Dolor y gloria) de Pedro Almodóvar - Père
- 2020 : Antidisturbios - Diego López Rodero
- 2021 : Plus on est de fous de Paco Caballero : Jaime
- 2024 : La Chambre d'à côté (The Room Next Door) de Pedro Almodovar : Bernardo
- 2025 : Un fantôme dans la bataille (Un fantasma en la batalla) d'Agustín Díaz Yanes

### en tant que réalisateur
- 2016 : La Colère d'un homme patient (Tarde para la ira)

## Prix
- 4e cérémonie des prix Feroz : meilleur film dramatique, meilleure réalisation et meilleur scénario pour La Colère d'un homme patient (Tarde para la ira).
- 31e cérémonie des Goyas : Goya du meilleur film, Goya du meilleur nouveau réalisateur et Goya du meilleur scénario original pour La Colère d'un homme patient (Tarde para la ira).